# История Ейска

## Древние поселения
Современный город Ейск расположен на северо-восточном окончании Ейского полуострова — месте, где люди обитали уже несколько тысяч лет назад. Согласно, информации Ейского краеведческого музея, место стоянки древних людей на Ейском полуострове расположено в районе реки Ясени, где из-под земли бьют сильные холодные родники. Здесь были найдены скребки для очистки шкур животных, топор-молот из кремня. В середине XX века на Ейском полуострове были сделаны уникальные находки — останки бизонов, живших 50000-100000 лет назад.
В различных частях полуострова найдены экспонаты сарматской культуры: кинжал, отделанный медью и бронзой лепные горшочки, наконечники стрел, кувшины, грузики для рыболовной сети, зеркало. В районе станицы Должанской были обнаружены погребения половцев и скифов. Ейский полуостров посещали древние греки: об этом говорят найденные на Ейской и Ясенской косах древнегреческие монеты, осколки краснофигурных и чёрнофигурных амфор. Следы пребывания татар на Ейском полуострове остались в названиях озёр, курганов, селений. Так, современная станица Ясенская основана на месте селения Татарской Ады. Поблизости расположено знаменитое Ханское (Татарское) озеро. Один из курганов в районе станицы Должанской носит название Магомедский.
Курганы — археологические неохраняемые памятники —занимают особое место в истории Ейского полуострова. Их найдено огромное количество, и больших, и малых: курган «Кругозор», ряд курганов между городом Ейском и посёлком Широчанка «Верблюжьи шишки». Курганы Ейского полуострова пока не исследованы археологами и продолжают оставаться загадкой. Многие из них бесследно исчезают в результате хозяйственной деятельности человека.

## Предыстория
Вторая половина XVIII в. отмечается важной ролью Северного Кавказа во внешней политике России. Императрицей Екатериной II была поставлена задача на присоединение к России земель, находящихся за землями Войска Донского и принадлежавших в то время Турции. В 1770—1771 гг. Едисанская и Буджакская орды принимают подданство России и переходят с Днепра в район рек Еи и Челбаса. Вскоре объявляется независимость Крыма от Турции, попавшего под покровительство России.
В марте 1773 г. претендент на Крымский престол Девлет Гирей высаживается в Тамани и пытается прорваться в Крым, но остановливается донскими казаками у Ейского Укрепления. 21 августа 1773 г. у входа в Суджукскую бухту между турецким флотом и Азовской флотилией русских под командованием вице-адмирала Сенявина произошло сражение, второе — 28 августа. Потерпев поражение и на море, и на суше Турция была вынуждена пойти на переговоры. 10 июля 1774 г. в болгарском селении Кючук-Кайнарджи был подписан мир: Крымское ханство получило независимость, к России отходили Керчь, Еникале, крепость Азов и земли южнее (вплоть до реки Еи).
Но и после подписания мира Турция не отказалась от притязаний на Крымское ханство, в состав которого входила Правобережная Кубань. В 1777 г. Россия начинает строительство военно-оборонительной линии от Азова до Моздока, что вызвало недовольство Турции. Для решения сложных задач, стоявших перед армией, командиром Кубанского корпуса назначается знаменитый русский полководец А. В. Суворов.
Прибыв на Кубань в самом конце 1777 г., Суворов узнаёт, что на правом (северном) берегу реки Еи, рядом с её впадением в Ейский лиман, расположен Ейский городок, построенный в 1775 г. как форпост российской границы. Сочтя такое положение неудачным, Суворов распорядился перенести его подальше от обрыва. Новое укрепление получило название Ейское Укрепление.

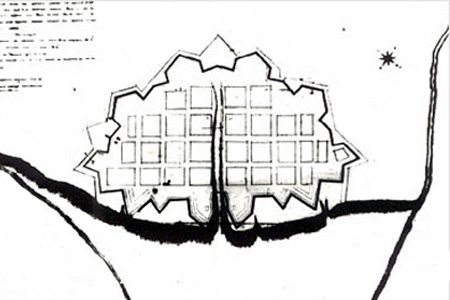
Схема Ханского городка. 1778 год.

В 1777—1778 гг. на месте современного Ейска строится так называемый Ханский городок, который должен был стать запасной столицей княжества и резиденцией ставленника России, крымского хана Шахина Гирея. Приказ о начале строительства был отдан командиру кубанского корпуса И. Ф. Бринку самим генерал-фельдмаршалом П. А. Румянцевым. Строительство городка велось ногайцами оседлого поколения Едичкульской орды под началом русского военного инженера, сержанта Тульского пехотного полка (имя не известно). Крепость имела вид правильного многоугольника размером 750 на 850 саженей. Четыре бастиона смотрели на юг в сторону степи. На них были пушки, привезенные из Азова. Тыльная сторона крепости подходила к высокому берегу перед Ейской косой. Стены и валы крепости возводились из земли, перед стенами был вырыт глубокий ров. Ровно посередине, через всю крепость пролегла балка (вероятнее всего сейчас это ул. К. Маркса). Ханский дворец предположительно находился в районе пересечения улиц Энгельса и Советов. Вблизи него стоял дом сержанта. Ханский дворец представлял собой деревянное строение 12,5 на 6 саженей, имел 16 покоев, отделанных деревом. Но Шахину Гирею так и не довелось здесь побывать.
8 апреля 1783 г. издан манифест о присоединении Крыма, Тамани и Правобережной Кубани к России. Получив приказ привести новых подданных к присяге на верность России, Суворов подтягивает войска к Ейскому Укреплению. 28 июня 1783 г. у стен Ханского городка состоялась торжественная церемония: был зачитан манифест о добровольном отречении Шахина Гирея, затем ногайцы присягнули на коране на верность России, после чего состоялся пир: 500 вёдер водки, сотни зажаренных быков и баранов. Торжества завершились на третий день джигитовкой и скачками. За дипломатические успехи Суворов был награждён орденом св. Владимира I степени.

## Основание города

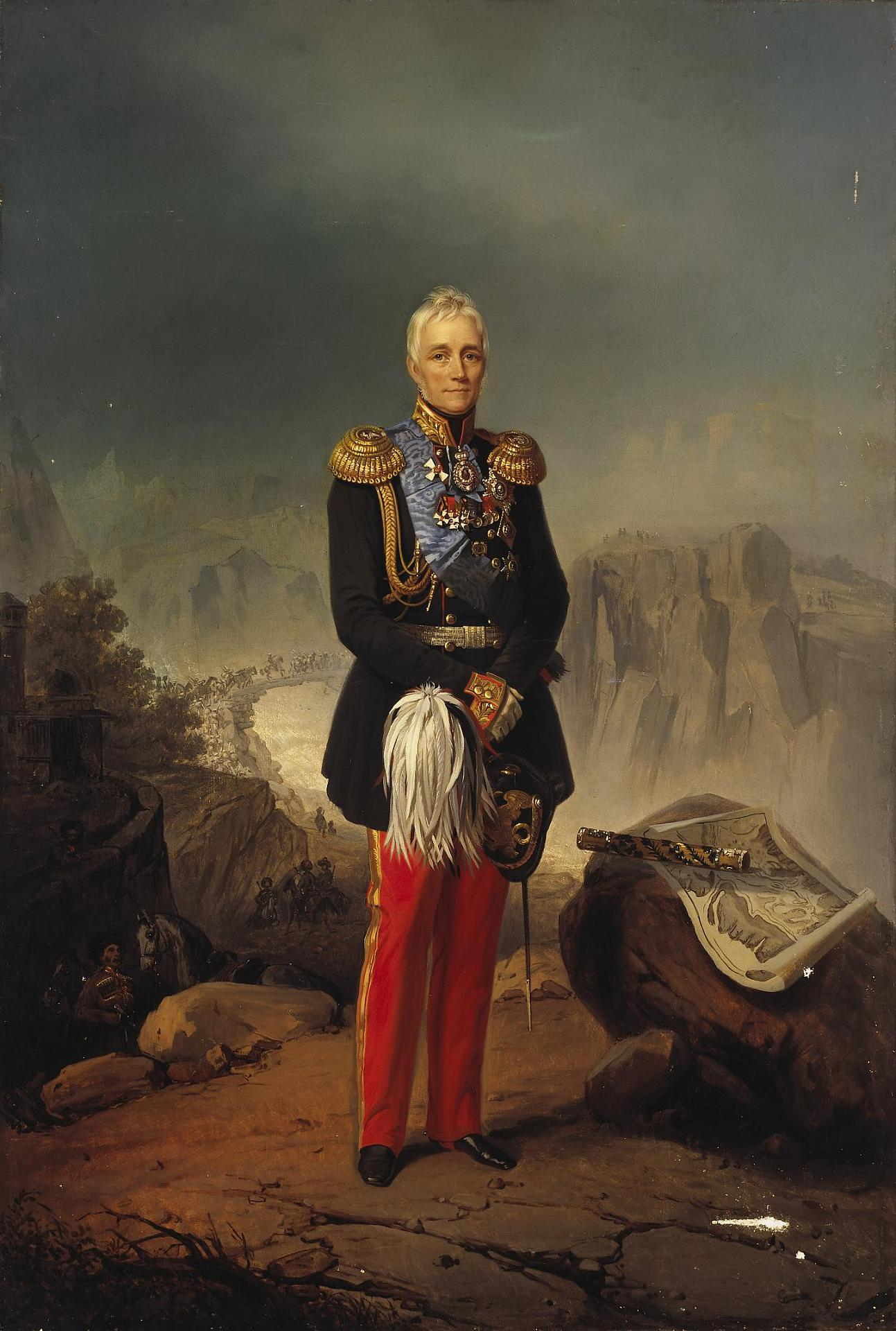
М. С. Воронцов, 1856 год

Инициатива создания портового города у основания Ейской косы принадлежит войсковому атаману Черноморского казачьего войска Григорию Рашпилю, искавшему пути для сбыта товарного зерна и других сельскохозяйственных продуктов, производимых в то время в Черномории. Идея была активно поддержана наместником Кавказским Светлейшим Князем М. С. Воронцовым, результатом деятельности которого явился Указ Государя Императора Николая I от 6 марта 1848 года № 22058 «О открытии на Азовском море в пределах войска Черноморского портового города Ейска»:
В целях преподать жителям Ставропольской губернии и войска Черноморского новые средства к успешному и выгодному сбыту за границу произведений из сельского хозяйства и тем самым способствовать развитию всех отраслей промышленности в этом крае, на Азовском море, у так называемой Ейской косы, открыть порт и учредить город, который именовать портовый город Ейск.
Сразу же после выхода манифеста об основании города, был назначен временный начальник — П. И. Литевский. В 1849 году его уже заменил постоянный градоначальник — князь А. С. Голицын.
Днём основания города считается 19 августа (31 августа по новому стилю) 1848 года. Основатель города Ейска князь Михаил Семенович Воронцов — новороссийский генерал-губернатор, главнокомандующий отдельным Кавказским корпусом, наместник на Кавказе, генерал-фельдмаршал. Руководя обширным Новороссийским краем, он проявил себя и как талантливый администратор. По его указанию благоустраивалась Одесса, были проложены дороги в Крыму. Добившись у Николая I согласия на основание Ейска, Воронцов до конца своих дней заботился о его развитии.
В тот год к Ейску со всей России потянулось множество переселенцев, руками которых и создавался город. Преимущественно это были выходцы из Великороссии и Малороссии. Были здесь крестьяне и купцы из Ставропольской, Екатеринославской губерний, воронежские и курские жители, выходцы из Бердянска, Таганрога, Мариуполя. Люди прибыли практически в степь, омываемую с обеих сторон волнами моря. Но именно климат, обильные богатые дары моря и плодородные степи за короткое время помогли освоиться переселенцам, наладить свой быт.
С первых дней жизни города среди его населения преобладали мещане, ремесленники, купцы. Тем не менее, больша́я часть жителей вплоть до коллективизации занималась сельским хозяйством. Многие горожане имели большие приусадебные участки, скот, домашнюю птицу, сады и огороды. Огромную роль играл функционирующий и активно развивающийся морской порт. Зерно из Ейского порта экспортировалось в Италию, Англию, Турцию, Грецию. Уже к середине 1870-х годов грузооборот порта вырос до 5 млн золотых рублей, а к началу XX века ежегодно через Ейский порт вывозилось более 4 млн т. различных грузов, преимущественно пшеницы.
Уже в 1849 году был утвержден первый Генеральный план застройки города. Главная улица города — Черноморская — была названа в честь войска Черноморского (современная ул. Ленина). Проект предусматривал перпендикулярную перспективу 22 городских улиц, несколько площадей, а также центральный проспект. В 1854—1856 гг. был возведен Гостиный двор по периметру Базарной площади. Фасады сооружения различались декоративной отделкой.
15 декабря 1849 года первый станционный смотритель в Ейске Фесенко открыл почтовое отделение со штатом в 4 человека. Первый почтальон Ейска — Спиридон Дрожжин. 10 октября 1849 года — открыта первая церковь в Ейске — во имя Покрова Пресвятой Богородицы, сделанная из деревянного судна. 25 декабря того же года в ней состоялось первое богослужение. 26 февраля 1850 года — открытие в Ейске первой таможенной заставы. апрель 1850 года — построена первая деревянная пристань в лимане длиной в 37 сажень. 1852—1855 гг — строительство Гостиного Двора бердянским купцом М.Гуриарием. 1853 г. — в Ейске открыто первое церковно-приходское училище.

## Крымская война
События Крымской войны 1853—1856 гг. коснулись всех жителей Ейского полуострова, в первую очередь города Ейска, а также станиц Камышеватской и Должанской. В городе Ейске, близко расположенном к театру военных действий, был открыт временный военный госпиталь, рассчитанный на лечение 400 нижних чинов и 10 офицеров. Госпиталь располагался в 14 домах и 4 магазинах, снятых в наём.
В мае 1855 года в Азовское море вошла английская эскадра с целью перерезать пути снабжения Севастополя продовольствием. После неудачных попыток овладеть Таганрогом, командующий английской эскадрой адмирал Лайонет решил идти к восточному побережью Азовского моря, к Ейскому полуострову и селу Глафировка. 24 мая английская эскадра численностью 18 пароходов (Россия имела в то время лишь парусный флот) во главе с флагманом, двухтрубным пароходом «Везувий», стала на якорь на внешнем рейде севернее города Ейска. Ейчане не имели воинских сил и обратились к командованию армии с просьбой прислать казаков для защиты города.
Утром 25 мая 1855 года ейчане: бургомистр города Рядовский с группой мещан и купцов встретили высадившийся десант англичан хлебом и солью. Ознакомившись с городом, англичане нашли войсковой провиантский магазин (пункт обеспечения войск продовольствием и фуражом), сожгли запасы хлеба и сена. Англичане были удовлетворены покорностью жителей города и отбыли на свои корабли. С этого времени вражеские корабли появлялись на Ейском рейде почти каждый день, держа жителей в напряжении. 31 мая 1855 года от наказного атамана Черноморского казачьего войска Кухаренко было получено запоздалое письмо с инструкцией по защите побережья Азовского моря от неприятеля силами Донского казачьего войска и своими силами. В письме предписывалось срочно собрать 2 резервных батальона из войскового округа, один из которых направить в город Ейск для отражения английского десанта, если такой будет.
15 сентября 2 вражеских судна подошли к станице Камышеватской и высадили десант численностью 150 человек солдат и матросов, которые сожгли рыболовные заводы. Десант, не задерживаясь, ушел на корабле. Затем группа из 5 кораблей подошла к косе Долгой. Попытка высадить десант была отбита расквартированными здесь казаками 45-го Донского полка и Черноморскими казаками. В конце сентября вся эскадра ушла в сторону Ростова.
Трагические события для города Ейска развернулись в конце октября. 22 октября, к вечеру, на Ейском рейде, напротив северной оконечности города, появились 8 кораблей английской эскадры: флагман эскадры «Везувий», канонерки «Рекрут», «Боксер», «Кракер», «Клинкер», «Курлев», «Арлет», «Вессер». Англичане, недовольные неудачей на Азовском море, решили вновь захватить город Ейск. Однако ейчане подготовились к обороне города и решили город не сдавать. Видя непокорность города, англичане начали обстрел. Во время обстрела пострадали церковь Покрова Пресвятой Богородицы, лесная биржа, несколько домов ейчан.
23 октября, не прекращая огня, англичане высадили десант. Десантники не решились вступить в бой с казаками и ушли на косу, поджигая все на своем пути. 24 октября эскадра англичан вошла в Ейский лиман. Противник высадил десант в трех местах, начав одновременное наступление. Англичане сожгли кирпичные заводы, лесные биржи, ветряные мельницы. Ейчане и черноморские казаки достойно защитили город и сумели отбить десант. За проявленную храбрость медалью был награждён городской глава Мордовцев. Участник самообороны, рабочий кирпичного завода А. С. Беленецкий награждён орденом Георгия 4 степени. Мужество проявили и казаки-черноморцы при защите города. В среднем за время войны в Ейске сгорел каждый десятый дом.

## Вторая половина XIX века
Следом за А. С. Голицыным Ейском правил полковник генерального штаба Иван Васильевич Чередеев, затем полковник Эдуард Андреевич Сальстет. О них, кроме имён, почти ничего не известно. В 1869 году должность начальника портового города Ейска была упразднена.

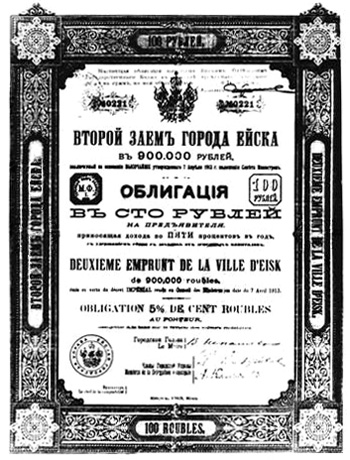
Облигации второго займа Ейска были в ходу до 1919 г.

В 1855 г. в Ейске открылось трёхлетнее уездное училище. А в 1860 г. из Екатеринодара в Ейск была переведена Кубанская войсковая гимназия. В 1861 г. в городе открывается двухклассное женское училище. Также через несколько лет в городе уже открылись Реальное шестиклассное училище, Александровское начальное четырёхлетнее училище, женское профессиональное училище рукоделия, Ксенинская женская гимназия, мужская гимназия и другие учебные заведения.
С развитием торговли было связано строительство гостиниц, постоялых дворов, амбаров для ссыпки зернового хлеба. Благодаря порту город получил возможность благоустроить улицы. В 1890—1897 гг. гранитным осколком Мариупольского карьера были замощены все улицы, окружающие Гостиный двор, а также: ул. Михайловская (ул. К. Либкнехта) — до Полукруглой площади (пл. Пушкина), Ставропольская (ул. Мира) — до Сенной площади (территория завода «Полиграфмаш»), через Сенную площадь от неё по Екатеринодарской (Краснодарская) до Щербиновской (Б. Хмельницкого); Михайловская — от ул. Нахичеванской (Победы) до лимана; Тифлисская (Коммунаров) — от Таганрогской (Свердлова) до Нахичеванской; Таганрогская — от Черноморской (Ленина) до Воронцовского проспекта (К. Маркса); Воронцовский проспект от Таганрогской к лиману до конца города, Черноморская улица — от Нахичеванской до Керченской (Советов); Керченская — от Черноморской до сквера. Все работы оплачивались из средств города. После 1898 года мощение городских улиц проводилось исключительно на специальные средства портовых сборов.
Освещение в Ейске становится регулярным в 1875 году. В разных частях города, преимущественно в центре, было поставлено 63 фонаря. Их количество увеличилось лишь через полтора десятка лет — к 1897 году их было 600 и обслуживало их 17 человек.
Многие горожане арендовали землю для огородов и выпаса скота, почти в каждом дворе держали птицу. К 80-м годам XIX века скота держали 3600 голов, а к концу века уже было 3988 лошадей 2045 коров и волов, 812 свиней.

## Начало XX века
К началу XX века Ейск превращается в крупный центр международной торговли и становится культурным центром Юга России. В 1904 году по инициативе городских властей проводится реконструкция порта, а в 1911 году Акционерное общество Ейской железной дороги, созданное по инициативе городского головы В. В. Ненашева, открывает железнодорожное сообщение. С 1912 года в городе развивается курортное дело. На базе открытых на территории города запасов сероводородной воды и грязей Ханского озера возник бальнеологический курорт, существующий и в настоящее время.

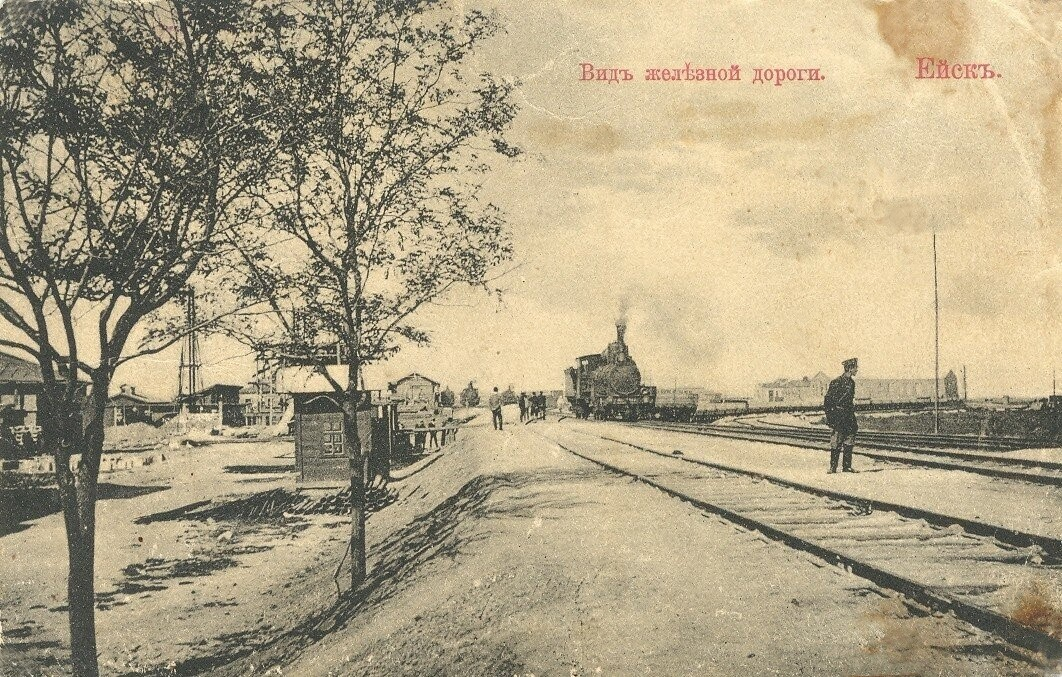
Ейская железная дорога. Начало XX века.

К 1912 году население города составило 50 тысяч человек. С 1905 года в городе существовало Общество любителей изящных искусств, устраивавшее концерты и спектакли. По имеющимся данным декорации к одному из любительских спектаклей создал К. Малевич, отдыхавший в Ейске у своих друзей. В начале XX века в городе издавались газеты: «Ейский телеграф», «Ейский листок», «Ейский вестник», «Приазовская речь». Имелась своя электростанция, телефон, было 8 книжных магазинов. Большинство улиц города было замощено и освещено электричеством.
В Ейске было пять церквей: каменный пятиглавый Михайло-Архангельский собор (построен в 1865 г.), Пантелеймоновская церковь (1890 г.), Ново-Покровская церковь (1890 г.), пятиглавая Покровская церковь (построена в 1907 г. взамен Старо-Покровской), Николаевская церковь (1865 г.), и пять так называемых домовых церквей (одна при богадельне и остальные при гимназии и училищах).
В городе существовало сословие почетных граждан. К началу XX века оно составляло 270 человек, в Ейском отделе — 393. По ходатайству Ейской городской Думы в 1908 почетными гражданами Ейска стали: министр финансов статс-секретарь В. Н. Коковцев, член Государственного совета статс-секретарь барон Э. Ю. Нольде и начальник Главного управления казачьих войск России Генерального штаба генерал-лейтенант Е. Г. Гарф. 20 января 1915 года почетным гражданином Ейска стал начальник Кубанской области и наказной атаман Кубанского войска М. П. Бабыч.
Во время Первой мировой войны в город были эвакуированы поляки, размещался здесь и лагерь военнопленных австрийцев. Значение Ейска как международного порта падает. Через него идут преимущественно тыловые армейские перевозки.

## Гражданская война

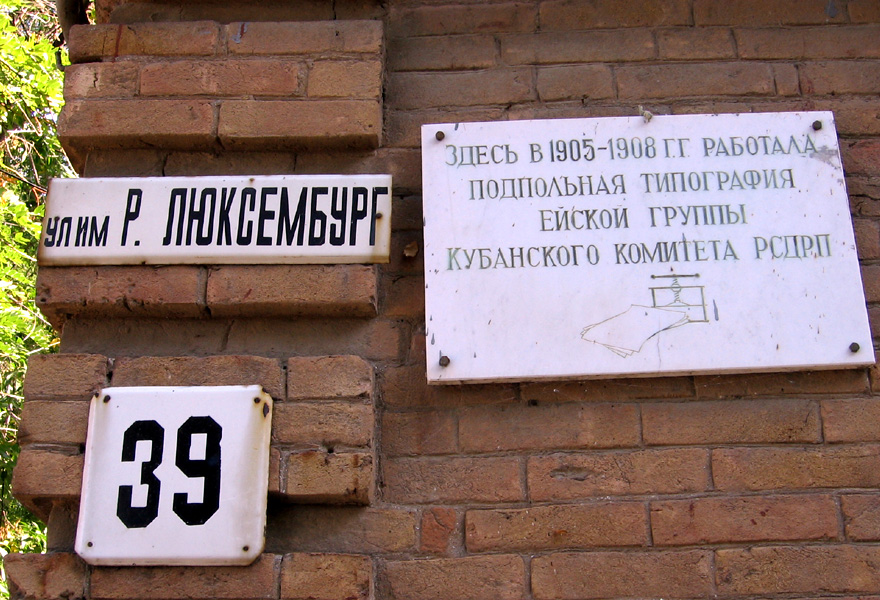
В этом здании работала типография ейской РСДРП

После Октябрьской революции 1917 года власть в Ейске переходила из рук в руки в общей сложности шесть раз. На Ейском полуострове было своё противостояние «белых» и «красных». Символом красных являлся город Ейск. Казачьи же станицы Ейского полуострова выступали под Белым знаменем.
2 февраля 1918 года в Ейске впервые, но ненадолго была установлена Советская власть. Повторно Советы установили контроль над Ейском 28 марта 1918 года. По словам очевидцев, обычно спокойный торговый город стал подобен муравейнику: был создан ревком, на борьбу поднимались рабочие мастерских, порта, приезжие из других регионов, формировались вооружённые отряды. Городом управляла дума во главе с инженером Газенко. В думе верх брали крикуны, малоизвестные прежде личности. В магазинах товаров практически не было, городской базар был пуст. К апрелю в Ейске (в то время единственном советском порту на Азовском море, где находилась часть Черноморской флотилии) сосредоточились советские отряды численностью около 30 тысяч человек, прибывшие из разных районов Донской области и Кубани.
20 апреля 1918 года для Ахтарского красного полка из Ейска на подводах было отправлено оружие, в том числе: 400 винтовок, 6 пулемётов, 200 гранат. На пути в Ахтарск обоз заночевал в станице Ясенской и был захвачен белыми. Богатые казаки завладели оружием и казнили заместителя председателя Ейского Ревкома Ф. К. Луценко и комиссара земледелия Ейского Ревкома Гордиенко.

### Первомайский штурм
Тем временем, руководителем Таманского и Ейского отделов белогвардейцев был назначен кубанский казачий офицер полковник Подгорный. Распоряжение об этом отдал лично генерал Корнилов, через несколько дней убитый при штурме Екатеринодара. Штурм Ейска был назначен на 30 апреля. В связи с тем, что большевики знали о восстании и чтобы избежать кровопролития, Подгорный из Ясенской по телеграфу направил в Ейск условия сдачи города. Однако, большевики в резкой форме ответили отказом.
Ейск заранее подготовился к обороне. Были прорыты окопы от лимана до моря. Разбросаны бороны, чтобы не прошла конница. Помимо этого, город защищала Азовская морская флотилия, состоявшая из 15 различных судов: пассажирских, грузопассажирских, буксиров, барж. Из боевых кораблей был лишь один легкий крейсер «Ястреб», однако на вооружении флотилии было 12 разнокалиберных орудий, а команда состояла из 250—300 моряков. Моряки флотилии одновременно были карательным отрядом красных.
В ночь на 30 апреля белогвардейские войска тремя колоннами выступили на Ейск. Два конных полка, которые вел сам Подгорный, шли из Ясенской, ещё два полка — из Копанской (руководили полковник Топорков и есаул Гулый), третья колонна шла с направления станицы Камышеватской. Были также две сотни из станицы Должанской, которые, однако, подошли с опозданием. Поздней ночью около 3 тысяч вооруженных казаков с обнаженными шашками ринулись на бойцов трёх революционных батальонов и мобилизованных для обороны жителей города. События разворачивались с ошеломляющей скоростью. Казаков встретили длинные пулемётные очереди, самое страшное оружие для конницы.
Когда было уже почти светло, на отдельных участках ряды обороняющихся дрогнули, и казачий полк во главе с полковником Топорковым ворвался в город. Сотни казаков, считавших что в этом революционном переполохе виноваты горожане (казаки их называли «иногородние»), с умелой кавалерийской сноровкой рубали всех, кто попадался им на пути. Со стороны красных в тот день погибло 124 человека, в том числе командир Ейского революционного батальона Иван Балабанов. Часть городского руководства вместе с начальником штаба красной Азовской военной флотилией И. И. Гернштейном сбежала в море на одном из судов флотилии.
Тем не менее, наступление казаков было отбито: белогвардейцы понесли серьёзные потери и отступали к станице Копанской. Их настигала конница красных. Карательные отряды расстреливали и тех, кто участвовал в походе, и тех, кто был в резерве в станицах у белых. Красные не знали пощады. Особенно зверствовали моряки Азовской морской флотилии. Подойдя к станице Должанской, они обстреляли её из орудий. Высадившись в станице, моряки учинили облавы и расстрелы. Священник Краснов за то, что благословил поход казаков на Ейск, был заживо сожжён в топке парохода. Живьём был сожжён и атаман станицы Должанской. Жестокость красных ничем не была оправдана. Должанцы опоздали к началу боя за город Ейск и участия в штурме города не принимали.
Из поколения в поколение среди местных жителей передаётся ужас тех дней, которые они пережили в столь трагический период времени.
Во второй половине мая 1918 года во всех станицах Ейского отдела была проведена внезапная насильственная мобилизация. В красные полки набирали малолетних казаков, не достигших служилого возраста. В станице Копанской с этой целью была проведена облава специально прибывшим из Ейска отрядом моряков. Мобилизации подлежали 17-18 летние юноши. В итоге численность десантных войск в Ейске вместе с матросами Азовской флотилии и мобилизованными казаками была доведена до десяти тысяч человек. В мае-июне большевиками в Ейске был расстрелян 21 человек, в том числе 10 офицеров.

### Белогвардейский десант
В начале июля с согласия командующего Добровольческой армией генерала Деникина через Таганрогский залив была проведена разведка боем в направлении Ейска. При благоприятном развитии событий десанту надлежало закрепиться в порту и начать действовать в тылу красных с целью содействия наступлению Добровольческой армии.
Операцией руководил генерал Денисов. В течение одной ночи десант, насчитывающий около 600 человек, в основном донских и кубанских казаков, скрытно погрузился в Ростове и Азове и подошёл к Ейску. Нападение на порт было внезапным, поэтому в эту ночь матросы большинства кораблей ночевали в городе. Десантники без потерь и стрельбы захватили не только порт, но и несколько кораблей, стоящих на рейде. Местное советское руководство оставалось в безведении. Могло бы произойти большее, но генерал Денисов дал команду на прекращение действий. Десант также неожиданно ушёл, как и появился, захватив пленных красноармейцев и несколько катеров.

### Наступление Добровольческой армии
10 июня 1918 года Добровольческая армия начала свой второй кубанский поход. Наступление развивалось по трём направлениям. Справа на Кущевскую, Староминскую шли полки кубанских казаков под командованием генерала Покровского, в центре на Сосыку, Старолеушковскую и Уманскую выступил генерал Эрдели. Главные же силы Добровольческой армии двигались вдоль железной дороги на Тихорецкую.

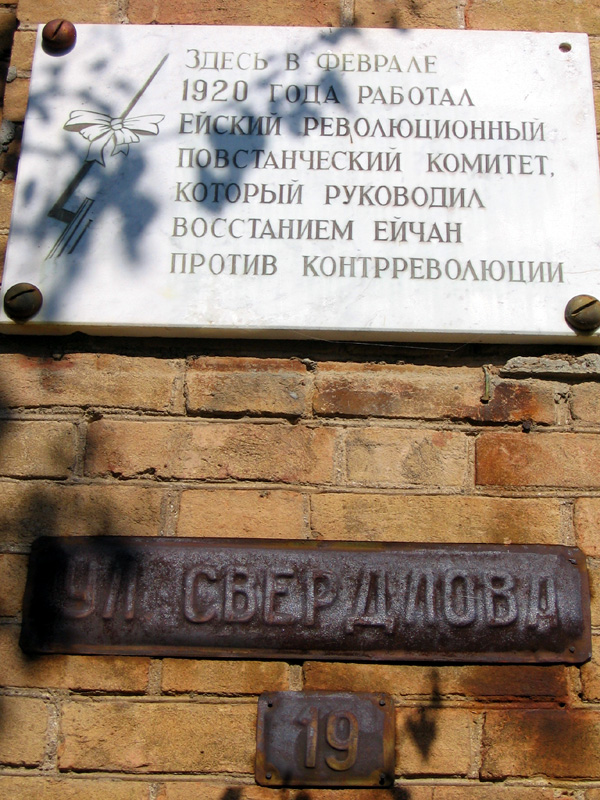
Памятный знак на здании школы № 5

Наступление развивалось успешно. Покровский овладев Кущевской, Староминской, нарушив общий план, под своим личным командованием частью сил вышел к Ейску. Деникин это осудил, посчитав, что молодой генерал несколько увлекся успехами. 12 июля (25 июля по новому стилю) Ейск был освобождён. Почти на два года в Ейске установилась власть белогвардейцев.
Белые вылавливали матросов и жестоко расправлялись с ними. Расстреляли они и нескольких жителей города, сотрудничавших с большевиками. Среди них был первый председатель Ейского городского совета В. Н. Павлов.

### Восстановление Советской власти
Уже в 1919 году под Ейском была организована авиабаза Красной армии. Под воздействием новостей об успехах Красной Армии под Ростовом, а так же накопившихся противоречий с «деникинской» политикой, в феврале 1920 года произошло «странное» восстание, закончившееся однако, провально.
Наступление красных велось довольно активно, и в марте 1920 года город был освобождён войсками Мценского полка 15-й Инзенской дивизии. После освобождения в Ейском ревкоме орудовали те, кто не был в городе во время белогвардейцев. 9 марта приказом Ейского ревкома была создана милиция Ейского округа, включавшая 7 районов: Камышеватский, Старощербиновский, Каневской, Уманский, Павловский, Екатериновский и Новолеушковский. Революционный трибунал разбирал дела всех казаков, сотрудничавших с белыми, на них был объявлен розыск. Все близлежащие станицы были предупреждены об ответственности за их укрывательство и несвоевременное доносительство.
Добровольческий корпус и Донская армия отходили на Екатеринодар, Новороссийск и Туапсе. Катастрофа белогвардейцев была полной. Бывших участников Добровольческой армии грузили на четыре парохода. Кубанцам выделили только один. Многие из них, не погрузившись, ушли на Геленджик. Немало было там людей и из Ейского отдела.
После окончания гражданской войны ещё длительное время части дислоцировавшегося в городе 195-го Ейского стрелкового полка в степях и близлежащих к городу плавнях уничтожали остатки белогвардейских казачьих формирований, которые периодически осуществляли дерзкие нападения на органы власти. В 1923-25 гг. командиром этого полка был А. А. Власов.

## Советская эпоха

### Довоенное время
5 мая 1920 года на базе коллекций городского музея наглядных учебных пособий, существовавшего в Ейске с марта 1910 года, был создан Ейский историко-краеведческий музей, являющийся сегодня одним из старейших музеев Кубани. В 1921 году начал функционировать санаторий «Ейск», существующий по сей день. Ейский курорт становится курортом Всероссийского значения.
В 1926 году был составлен проект водоснабжения Ейска, а осенью 1928 года город получил питьевую воду с временной насосной станции. Там были построены специальные водоразборные будки, из которых вода закачивалась в цистерны водовозок и развозилась потребителям. В 1920—30-е годы город развивался как промышленный центр. За это время были построены заводы «Молот» (завод «Полиграфмаш»), «Сельхоззапчасть» (Станкостроительный завод) и другие.
С начала 1930-х годов в Ейск перебазируется военно-морское училище летчиков, воспитавшее более трёхсот героев Советского Союза и России.
В 1933 г. Кубань постиг страшный голод, который пожилые люди вспоминают со слезами на глазах. По рассказам очевидцев мор среди жителей был такой сильный, что существовавшее городское кладбище (в настоящее время на его месте расположен учебный центр ПВО) не смогло вместить на своей территории всех покойных, и в черте города было открыто новое Хорошиловское кладбище.
В 1939 году Ейск становится городом краевого подчинения в составе Краснодарского края и административным центром Ейского района.

### Великая Отечественная война

Солдатам, погибшим в Великой Отечественной войне

С началом Великой Отечественной войны в Ейске, как и во всех населённых пунктах СССР, началась всеобщая мобилизация. В городе мобилизованных собирали представители военкомата в старинном здании, напротив нынешнего сквера им. Пушкина. Оттуда они колоннами в сопровождении плачущих родных и близких выдвигались к железнодорожному вокзалу. Уже в октябре 1941 года немецкие бомбардировщики со стороны Таганрогского залива осуществляли налёты на город.
Приказ Гитлера был отдан Герингу такого содержания: «Разнести в пыль железнодорожную станцию Батайск и осиное гнездо Сталинских соколят!» Под этим гнездом понималось наше Ейское прославленное авиационно-морское училище. И не случайно Гитлер направлял своих стервятников на эту цель. Ведь его выпускники уничтожали войска, коммуникации, плавсредства и самолеты противника грамотно и умело: и на земле, и в воздухе, и на море.

В память о войне 1941—1945 годов

Город непрерывно подвергался бомбардировкам немцев. Особенно ужесточались налеты на порт, железнодорожный вокзал, а также улицу Пушкина, так как на ней располагались военные госпитали, раненые в которые поступали непрерывным потоком по морю и суше.
03 октября 1941 4 бомбардировщика He-111 из состава 1-й группы 27-й бомбардировочной эскадры (I./Kampfgeschwader 27 «Boelcke») атаковали аэродром Ейск в первой половине ночи . Основная масса попаданий бомб наблюдалась взлетной полосе в северо-восточном углу, остальная часть бомб пришлась на северную окраину аэродрома.. Источник донесение отдела «1с» 4-го воздушного корпуса люфтваффе. Документы 11-й армии вермахта, архив NARA T-312. R-362. F-0073.
07 октября 1941 два бомбардировщика He-111 из состава 1-й группы 27-й бомбардировочной эскадры (Прим. I./Kampfgeschwader 27 «Boelcke») бомбардировали портовые сооружения и западную часть города Ейск. Источник донесение отдела «1с» 4-го воздушного корпуса люфтваффе. Документы 11-й армии вермахта, архив NARA T-312. R-362. F-0962.
08 октября 1941 1 бомбардировщик Ju-88 из состава 1-й группы 51-й бомбардировочной эскадры (I./Kampfgeschwader 51) атаковал колонны двигающиеся на дороге из Ейского на северо-восток. Источник донесение отдела «1с» 4-го воздушного корпуса люфтваффе. Документы 11-й армии вермахта, архив NARA T-312. R-362. F-0935.
Жителям города пережившим оккупацию запомнился день 22 апреля 1942 года. Над городом кружили немецкие бомбардировщики, которые сбрасывали не бомбы, а листовки следующего содержания: «Не лепите пирогов, не месите теста. 23-го числа не найдете места». Дело в том, что 23 апреля была Пасха, в которую бомбардировка города была особенно жестокой.
07 августа 1942 Из отчета 1-й саперной роты 48-го саперного батальона вермахта. " на рассвете 7 августа 1942 года моторизованный разведывательный отряд выделенный из состава 1-й роты 48-го саперного батальона вермахта направился на юг под руководством офицера. Около 7 утра в результате разведки он доложил, что Ново Щербиновская свободна от врагов. Вскоре после этого мы продолжили путь на запад. Первое соприкосновение с противником произошло на восточной окраине Александровской. Под умелым руководством заместителя 8- го кавалерийского полка подполковника Fagarascanu враг в короткие сроки был отброшен. Эскадроны встретили у Широчанки противника с частями из Ейска. Развернулась ожесточенная схватка с противником, который яростно сопротивлялся силой батальона. Командир боевой группы полковник Gonstantinescu, четко и превосходно повел свои эскадроны в атаку, и за короткое время они очистили большую часть деревни. Ритмейстер Georgescu и лейтенант Stratulat со своими конниками отличались особой храбростью в атаке. Атака получила значительную поддержку благодаря эффективному использованию артиллерии командиром 2-го артдивизиона 2-го артиллерийского полка подполковником Grician который чрезвычайно ловко и умело сковал гарнизон противника на высотной позиции западнее Широчанки. Шквальный огонь вражеских корабельных орудий, не мог помешать ему. Наступление темноты вынудило войска отойти от противника, чтобы укрыться примерно в 1 км западнее Александровки. Источник: Записи о тылах, оккупированных территориях и других. Архив NARA T-501. R-282. F-0776.
В 09:00 9 августа 1942 части Armeegruppe Ruoff в составе : 8-го румынского кавалерийского полка (5-й кавалерийской дивизии), 1-й роты 48-го саперного батальона и взвода полевой жандармерии под командование обер-лейтенанта Alt из 1-й роты 964-го батальона фельджандармерии вошли в Ейск. Ночью город был оставлен русскими без боя. Все крупные склады и склады в районе порта были подожжены. Тракторный завод, завод авиационных двигателей сгорели дотла, машинного оборудования больше нет. Вокзал разрушен, пристани повреждены в результате пожара. В 12:15 в Ейск прибыла комендатура 0.K. I /920 под командованием капитана Теike . В 12:30 основные подразделения морского командования «Украина» (строительные и пограничные подразделения) выдвинулись в Ейск в район порта. Взвод фельджандармерии, подчиненный комендатуре 0.K. I / 920, немедленно приступил к охране территории порта и обыскал склады, ремонтные мастерские и т. д. В самой городской местности, а также частично взял под охрану здания. . Источники: 1) Bundesarchivs, документы 550-го тылового района 17-й армии вермахта. Приложение Том 1 к Журналу боевых действий № 11. 9 июля — 31 августа 1942 г. RH-23-40-0155. 2) Bundesarchivs, документы 550-го тылового района 17-й армии вермахта. Журнал боевых действий № 11 9 июля — 31 августа 1942 г. RH-23-39-0039.
09 августа 1942 Из отчета 1-й саперной роты 48-го моторизованного саперного батальона вермахта «разведка, проведенная против Ейска утром 9.8.42 г., показала, что окраина Ейска не была занята противником. Затем боевая группа вошла в город, саперная рота заняла гавань и очистили ее от мародерствующих и насаждающихся элементов. Около 09:30 утра четыре моторных рыболовецких судна попытались пришвартоваться в порту Ейска, чтобы, как позже выяснилось из показаний пленных, вывезти из Ейска оставшиеся части вражеского экипажа. Когда водители рыболовецких судов увидели, что порт занят немецкими войсками, они попытались развернуться и уйти в море. После прицельного пулеметного огня открытого немецкими саперами катера были вынуждены пришвартоваться, в результате чего были взяты в плен, саперы передали четыре неповрежденных моторных катера подразделению морской пехоты, которое прибыло с небольшим опозданием. С взятием Ейска задача, поставленная боевой группе „Вифор“, была выполнена. При зачистке города Ейск от теплового удара умер один сапер. Захвачено пленных 28 человек. Трофеи: 2 автоматические винтовки, 2 миномета, 1 легковая машина, 4 лодки». Источник Записи о тылах, оккупированных территориях и других. Архив NARA T-501. R-282. F-0776.
9 августа 1942 Из сообщения Armeegruppe Ruoff 17-й армии вермахта" 3-я Румынская армия в утренние часы после непродолжительного боя частями 5-й кавалерийской дивизии заняла портовый город Ейск. Зачистка Ейского полуострова продолжается. Основная масса 5-й кавалерийской дивизии на участке Славянской. Погода Гнетущая жара, сильное образование пыли «. Источник документы 17-й армии вермахта, архив NARA T-312. R-695. F-0057.
9 августа 1942 Из донесения штаба 3-й румынской армии в штаб Armeegruppe Ruoff „в 9 часов утра Ейск был занят усиленным полком 5-й кавалерийской дивизии. Противник около двух батальонов отошел ночью в направлении Ясенка и переправился морем. Боевая группа в Ейске без пехотного батальона 298-й пехотной дивизии очищает полуостров Ейск. Источник архив NARA T-501. R-284. F-1001.
10 августа 1942 Из ежедневного донесения 550-го тылового района 17-й армии вермахта“ в 15 часов в порту Ейск два парома подорвались на минах и затонули. 5 человек погибли, 12 получили тяжелые ранения, 60 легкораненых. В Ейске оружейный завод, консервный завод с хорошо сохранившимся оборудованием, крупный мясокомбинат с просторными складскими помещениями. Источник Bundesarchivs, документы 550-го тылового района 17-й армии вермахта. Приложение Том 1 к Журналу боевых действий № 11. 9 июля — 31 августа 1942 г. RH-23-40-0179
Примечание потопленные паромы: 1) Паром Люфтваффе SF 123 из 1-й паромной флотилии Люфтваффе (Luftwaffen-Siebelfähre SF 123 der Luftwaffen-Fährenflottille 1. 2) паром Кригсмарине SF 133 (Siebelfähre der Kriegsmarine SF 133).
15 августа 1942 из ежедневного донесения 550-го тылового района 17-й армии вермахта» сильные партизанские отряды, вооруженные автоматами и гранатометами в Ясенской. По докладу комендатуры Ейска ОК I/920 при зачистках города задержано 71 красноармейцев. В Ейском районе 11 700 тонн переработанного зерна. Источник Bundesarchivs, документы 550-го тылового района 17-й армии вермахта. Приложение Том 1 к Журналу боевых действий № 119 июля — 31 августа 1942 г. RH-23-40-0205
15 августа 1942 в 08:40 в 700 метрах от входа в порт подорвался на мине и затонул буксир S1 из состава хорватской флотилии, экипаж 7 человек, командир буксира фельдфебель Mikulicic. 5 членов экипажа получили ранения и были доставлены в городскую больницу г. Ейска где немецкий врач морского командования «Украина» доктор Diehl и русский хирург Genkina Аnisiji Feodorowna оказали им медицинскую помощь. К вечеру один из раненых матрос Peter Marinowitsch после ампутации ноги скончался. Его похороны по согласованию с комендатурой были назначены на 10:00 16 августа 1942 в городском парке Ейска рядом с могилой немецкого сапера. Источник historisches-marinearchiv. MFP_F_133_SF_123
19 августа 1942 по докладу комендатуры Ейска ОК I/920" в Ейске на 19.08.1942 задержано 200 и в Должанской 60 красноармейцев . Источник Bundesarchivs, документы 550-го тылового района 17-й армии вермахта. Приложение Том 1 к Журналу боевых действий № 119 июля — 31 августа 1942 г. RH-23-40-0245
21 августа 1942 в г. Ейск прибывает Ortskommandantur I/296. (Ortskommandantur I/920 убывает ы Черкесск). Источник документы 17-й армии вермахта, архив NARA T-312. R-710.F-1184.
На 4 октября 1942 в Ейске размещался лагерь военнопленных Дулаг-183. Источник Bundesarchivs, документы командующего тылового района группы армии " А ". Kriegstagebuch Nr. 1 vom 1. Aug. — 31. Dez. 1942 mit Anlagen (1. Aug. — 28. Okt. 1942) RH-22-213-0330. RH-22-213-0333
Оккупация города продолжалась с августа 1942 до начала февраля 1943 года. За её период в Ейске производились аресты и расстрелы партийных, советских деятелей, коммунистов и евреев. Особенно циничной по своей жестокости было уничтожение путём удушения 10 октября 42 года 214 детей из располагавшегося в городе и не успевшего эвакуироваться детского дома. Фашисты насильно загрузили в машины «душегубки» детей от 3-х до 14-ти лет и после наступления их смерти сбросили их в ров за городом. В настоящее время останки этих детей перенесены на городское кладбище, на могиле которых высечены слова «Я раненый детством войну проклинаю».
После освобождения 5 февраля 1943 года в городе дислоцировались морские пехотинцы. Дерзкие рейды в тыл противника способствовали освобождения таких приморских городов Азовского побережья как Мариуполь, Таганрог и Бердянск. Также в городе располагался 386 отдельный батальон морской пехоты, 55 бойцов которого под руководством старшего лейтенанта Ольшанского стали Героями Советского Союза при захвате и удержании в 1944 году плацдарма севернее Николаева. Среди этих героев были и бойцы, которые участвовали в обороне города. При этом в период времени с марта 1943 года по апрель 1944 года в городе в помещении нынешнего Управления пенсионного фонда располагался штаб Азовской военной флотилии. Период оккупации в городе находился и пережил наш знаменитый русский богатырь-борец И. М. Поддубный. Он даже несколько дней побывал в застенках здания (ныне в этом здании начальные классы (1—4) средней общеобразовательной школы № 2) в котором располагалась печально известная зондеркоманда СС-10 А, молодчики которой уничтожили 214 детей. Редко кто выходил оттуда живым или не искалеченным, но очевидно, Поддубного из-за его заслуг не постигла эта участь. За время войны город был сильно разрушен.

### Послевоенное время

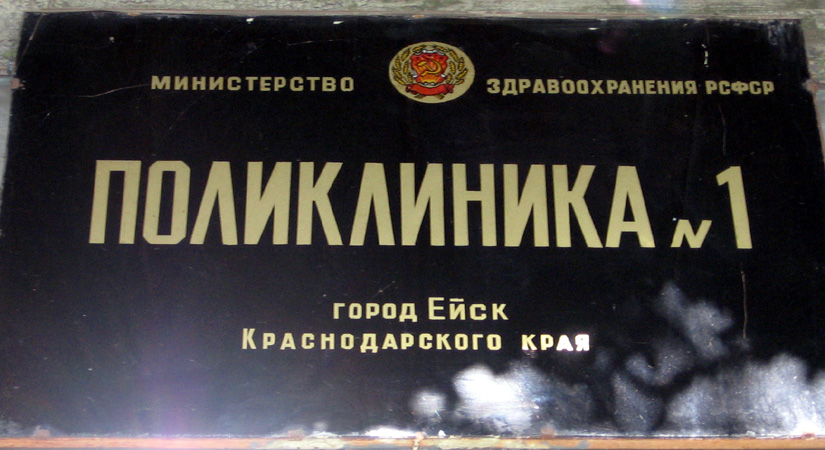
Табличка поликлиники № 1

После окончания войны в короткие сроки были восстановлены железнодорожный вокзал, морской порт, объекты социальной инфраструктуры, основные заводы и фабрики. Пережившие войну люди постепенно освобождались от синдрома войны.
С каждым годом в Ейск приезжало всё больше и больше туристов и отдыхающих, особенно в летнее время. Теплые и лечебные воды Таганрогского залива и Ейского лимана, а также несравненные по своим лечебным свойствам грязи привлекли людей со всей страны.

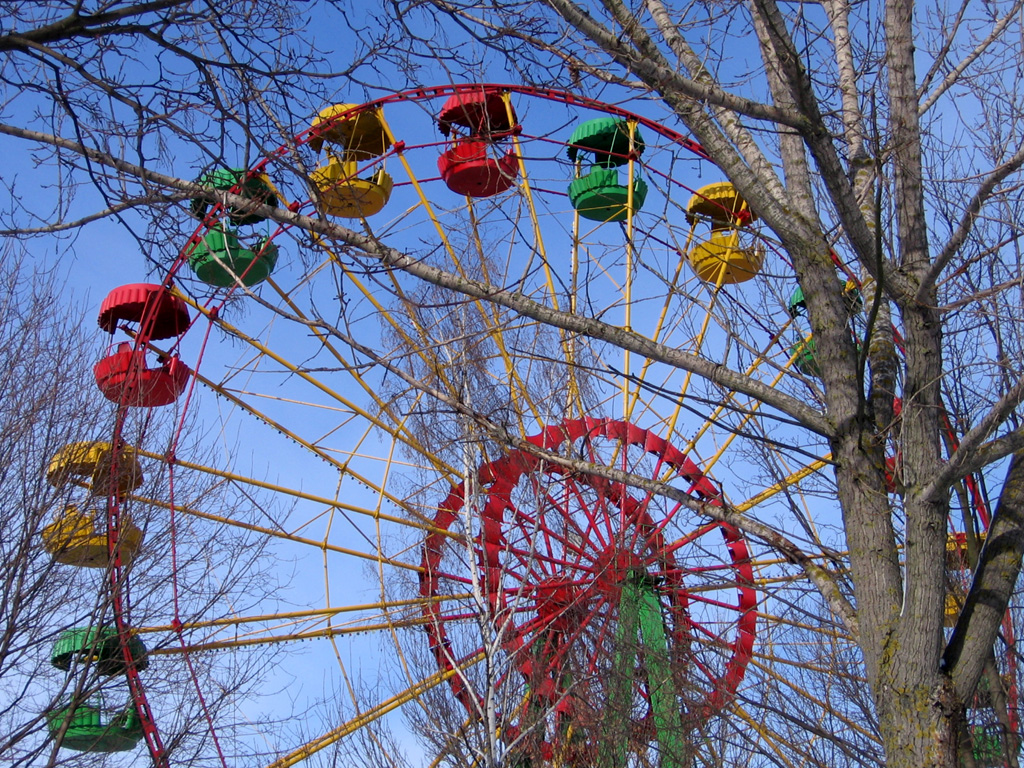
Колесо обозрения в парке Поддубного

Ейск выгодно отличался большим количеством парков, в которых со временем появилось множество самых разнообразных аттракционов. Причём производились они здесь же, в Ейске, на заводе «Аттракцион». В парках и скверах всегда можно было поиграть в игровых автоматах, попробовать особое мороженое в сахарном рожке, купить сладкую вату и газированную воду из автоматов. В городе функционировали концертные площадки, несколько кинотеатров, множество кафе и ресторанов, работало несколько гостиниц, продолжал развиваться санаторий «Ейск».
В советское время город активно строился: появлялись новые жилые микрорайоны, такие как 2-й, 38-й, «Солнечный», Военный городок. Их архитектура существенно отличалась от исторической части города. Здесь преобладали 5- и 9-этажные дома, построенные либо из кирпича, либо из строительных плит. При проектировке новых районов не было предусмотрено создание ливневой канализации, были и иные недоработки инфраструктуры. Все эти проблемы приходится решать уже в наше время.
В 1987 году в Ейский краеведческий музей прибыла коллекция Ивана Андреевича Арзамасцева, насчитывающая более 200 единиц. В его собрании были работы неизвестных художников итальянского Возрождения, Алоиса Билека, Людвига Гофмана, Томаса Уэбстера, Эдуарда Демартини (1892—1961), Карела Черны, Клавдия Лебедева, Карела Шимунека, Фердинанда Кнаба (1834—1902), Йозефа Куделки и многих других. Арзамасцев скончался 9 мая 1982 года в Праге, где за год до смерти завещал своё имущество родному городу Ейску.

## 90-е годы XX века
В самом начале 90-х годов Ейск продолжал инерционное развитие в русле советского времени. После либерализации экономики в городе образовалось несколько стихийных рынков, широкое распространение получили ларьки, в которых продавали буквально всё. Из-за серьёзного кризиса в стране Ейск как курорт практически полностью сошёл на нет.
Первый импульс к возрождению Ейска как курорта придал мэр Л. В. Баклицкий, пришедший к власти в 1996 году. И хотя его деятельность на посту главы города оценивается весьма неоднозначно, в целом Ейск достойно встретил своё 150-летие и вновь заявил о себе как о перспективном месте отдыха в России.

## Современный Ейск

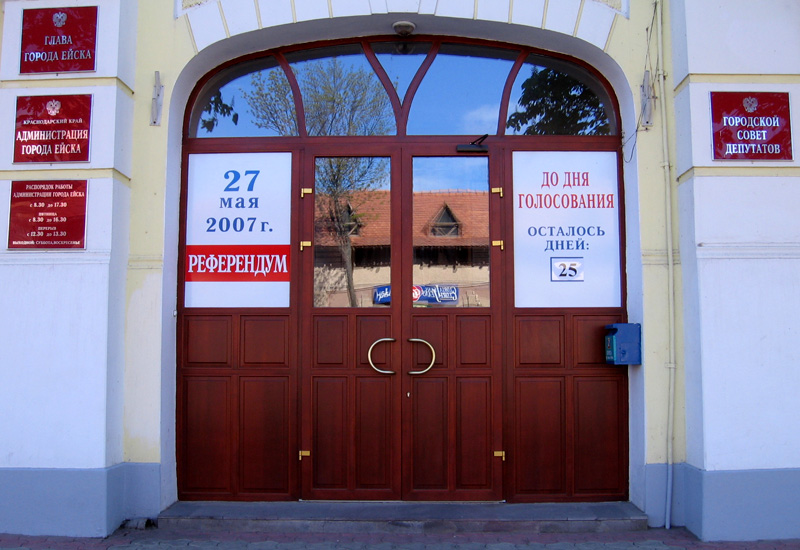
Администрация города за месяц до референдума

Современный Ейск представляет собой причудливую совокупность архитектуры трёх эпох: царской, советской и конца 90-х. Новый архитектурный стиль только начинает вырабатываться и воплотится, прежде всего, при застройке новых 39-го и 40-го микрорайонов, Таганрогской набережной, а также коттеджного посёлка в Краснофлотском. Эта деятельность непосредственно связана с именами новых руководителей Ейска — Сергея Тулинова и Александра Лащенкова.
27 мая 2007 года был проведён референдум, в ходе которого жители Ейска и Ейского района проголосовали за объединение двух муниципальный образований в одно.